# Biefvillers-lès-Bapaume

Biefvillers-lès-Bapaume este o comună în departamentul Pas-de-Calais, Franța. În 1 ianuarie 2022 avea o populație de 94 de locuitori.